# Опсада Тира
Опсада Тира је трајала 10 месеци (новембар 333. п. н. е. - август 332. п. н. е.).
Тир је стратешки важан град на обали Феникије, односно данашњем Либану. Александар Македонски га је опседао 10 месеци. 
Љут због тако дуге опсаде 30.000 становника је убио или продао као робље.

## Дуготрајна опсада
Александар Македонски није могао да освоји град, па га је блокирао месецима, али се Тир није предавао.
Нови град Тир је био смештен на острву и имао је јако добра утврђења, у потпуности окружена морем. 
Онда Александар Македонски користи зидане остатке од главног дела Тира на обали да сагради морски пут дуг око 1 km.
Тада је уследио заједнички удар кипарске и феничанске флоте са пешадијом и опсадним справама. Пешадија и опсадне справе делују користећи изграђени пут. Тек помоћу опсадних справа у досегу зидина Александар успева да се пробије у град.

## Писмо од Дарија
Током опсаде Александар добија писмо од Дарија III у коме му Дарије нуди мир. Обећава да ће платити откупнину за своју породицу, коју му је Александар заробио. Нуди му све земље западно од Еуфрата и да створе пријатељски савез. Александар не пристаје. Он хоће све.

## Александрова освета и масакр
Александар Македонски је био толико љут због тако жестоке одбране града Тира и због великог губитка људи, времена и средстава да је одлучио да се освети. Уништава пола града, масакрира огроман број грађана Тира, а преостале продаје као робље. Према Квинту Курцију Руфу, 6.000 бораца је убијено у граду, а 2.000 Тиријанаца је разапето на плажи.
Касније сам помаже да се рашире приче о страшном масакру, које је починио у Тиру, са циљем да се у идућим биткама градови одмах предају. Јер ко се не преда одмах неће бити поштеђен. На тај начин Александар је ослабио борбени морал бранилаца.